# Curling na Zimních olympijských hrách 2022
Curlingové turnaje na Zimních olympijských hrách 2022 probíhaly od 2. do 20. února 2022 v Pekingském národním plaveckém centru.

## Časový harmonogram
Plánovaný program soutěží dle oficiálních stránek.
| ZS | základní skupiny | 1/2 | semifinále | 3 | zápas o 3. místo | F | Finále |

| Únor            | 2. St | 3. Čt | 4. Pá | 5. So | 6. Ne | 7. Po | 7. Po | 8. Út | 8. Út | 9. St | 10. Čt | 11. Pá | 12. So | 13. Ne | 14. Po | 15. Út | 16. St | 17. Čt | 17. Čt | 18. Pá | 19. So | 20. Ne |
| --------------- | ----- | ----- | ----- | ----- | ----- | ----- | ----- | ----- | ----- | ----- | ------ | ------ | ------ | ------ | ------ | ------ | ------ | ------ | ------ | ------ | ------ | ------ |
| turnaj muži     |       |       |       |       |       |       |       |       |       | ZS    | ZS     | ZS     | ZS     | ZS     | ZS     | ZS     | ZS     | ZS     | 1/2    | 3      | F      |        |
| turnaj ženy     |       |       |       |       |       |       |       |       |       |       | ZS     | ZS     | ZS     | ZS     | ZS     | ZS     | ZS     | ZS     | ZS     | 1/2    | 3      | F      |
| smíšené dvojice | ZS    | ZS    | ZS    | ZS    | ZS    | ZS    | 1/2   | 3     | F     |       |        |        |        |        |        |        |        |        |        |        |        |        |

## Medailové pořadí zemí
| Pořadí | Země                 | Zlato | Stříbro | Bronz | Celkově |
| ------ | -------------------- | ----- | ------- | ----- | ------- |
| 1.     | Velká Británie (GBR) | 1     | 1       | 0     | 2       |
| 2.     | Švédsko (SWE)        | 1     | 0       | 2     | 3       |
| 3.     | Itálie (ITA)         | 1     | 0       | 0     | 1       |
| 4.     | Japonsko (JPN)       | 0     | 1       | 0     | 1       |
| 4.     | Norsko (NOR)         | 0     | 1       | 0     | 1       |
| 6.     | Kanada (CAN)         | 0     | 0       | 1     | 1       |
|        | Celkem               | 3     | 3       | 3     | 9       |

## Medailisté

### Muži
| Disciplína  | Zlato                                                                                                 | Stříbro                                                                                            | Bronz                                                                                   |
| ----------- | --- | -------------------------------------------------------------------------------------------------- | --------------------------------------------------------------------------------------- |
| turnaj muži | Švédsko (SWE) · Niklas Edin · Oskar Eriksson · Rasmus Wranå · Christoffer Sundgren · Daniel Magnusson | Velká Británie (GBR) · Bruce Mouat · Grant Hardie · Bobby Lammie · Hammy McMillan Jr. · Ross Whyte | Kanada (CAN) · Brad Gushue · Mark Nichols · Brett Gallant · Geoff Walker · Marc Kennedy |

### Ženy
| Disciplína  | Zlato | Stříbro                                                                                              | Bronz |
| ----------- | --- | --- | --- |
| turnaj ženy | Velká Británie (GBR) · Eve Muirheadová · Vicky Wrightová · Jennifer Doddsová · Hailey Duffová · Mili Smithová | Japonsko (JPN) · Satsuki Fujisawa · Chinami Yoshida · Yumi Suzuki · Yurika Yoshida · Kotomi Ishizaki | Švédsko (SWE) · Anna Hasselborgová · Sara McManusová · Agnes Knochenhauerová · Sofia Mabergsová · Johanna Heldinová |

### Smíšené soutěže
| Disciplína      | Zlato                                                 | Stříbro                                                 | Bronz                                             |
| --------------- | ----------------------------------------------------- | ------------------------------------------------------- | ------------------------------------------------- |
| smíšené dvojice | Itálie (ITA) · Stefania Constantiniová · Amos Mosaner | Norsko (NOR) · Kristin Skaslienová · Magnus Nedregotten | Švédsko (SWE) · Almida de Valová · Oskar Eriksson |

## Kvalifikace
Na turnaj mužů a žen v curlingu bylo možné se kvalifikovat dvěma způsoby, vyjma hostitelské země. Národní týmy se kvalifikovali umístěním do šestého místa na mistrovství světa v curlingu v roce 2011. Týmy se rovněž mohli kvalifikovat prostřednictvím akcí olympijské kvalifikace konaných v roce 2021.
Soutěž smíšených dvojic se rozšířila z osmi soutěžících zemí na deset. Přímo se kvalifikovalo sedm nejlepších týmů z mistrovství světa smíšených dvojic v curlingu 2021 a další dva týmy prostřednictví olympijské kvalifikace. Poslední volné místo obsadila hostitelská země.

### Kvalifikované týmy

#### Muži
| Způsob kvalifikace                            | Počet míst | Kvalifikované týmy     |
| --------------------------------------------- | ---------- | ---------------------- |
| pořadatel                                     | 1          | Čína                   |
| zisk kvalifikačních bodů na mistrovství světa | 6          | Švédsko                |
| zisk kvalifikačních bodů na mistrovství světa | 6          | Velká Británie         |
| zisk kvalifikačních bodů na mistrovství světa | 6          | Švýcarsko              |
| zisk kvalifikačních bodů na mistrovství světa | 6          | Sportovci ROV          |
| zisk kvalifikačních bodů na mistrovství světa | 6          | Kanada                 |
| zisk kvalifikačních bodů na mistrovství světa | 6          | Spojené státy americké |
| dodatečná olympijská kvalifikace              | 3          | Norsko                 |
| dodatečná olympijská kvalifikace              | 3          | Itálie                 |
| dodatečná olympijská kvalifikace              | 3          | Dánsko                 |
| Celkem                                        | 10         |                        |

#### Ženy
| Způsob kvalifikace                            | Počet míst | Kvalifikované týmy     |
| --------------------------------------------- | ---------- | ---------------------- |
| pořadatel                                     | 1          | Čína                   |
| zisk kvalifikačních bodů na mistrovství světa | 6          | Švýcarsko              |
| zisk kvalifikačních bodů na mistrovství světa | 6          | Sportovci ROV          |
| zisk kvalifikačních bodů na mistrovství světa | 6          | Spojené státy americké |
| zisk kvalifikačních bodů na mistrovství světa | 6          | Švédsko                |
| zisk kvalifikačních bodů na mistrovství světa | 6          | Dánsko                 |
| zisk kvalifikačních bodů na mistrovství světa | 6          | Kanada                 |
| dodatečná olympijská kvalifikace              | 3          | Velká Británie         |
| dodatečná olympijská kvalifikace              | 3          | Japonsko               |
| dodatečná olympijská kvalifikace              | 3          | Jižní Korea            |
| Celkem                                        | 10         |                        |

#### Smíšené dvojice
| Způsob kvalifikace                            | Počet míst | Kvalifikované týmy     |
| --------------------------------------------- | ---------- | ---------------------- |
| pořadatel                                     | 1          | Čína                   |
| zisk kvalifikačních bodů na mistrovství světa | 7          | Velká Británie         |
| zisk kvalifikačních bodů na mistrovství světa | 7          | Norsko                 |
| zisk kvalifikačních bodů na mistrovství světa | 7          | Švédsko                |
| zisk kvalifikačních bodů na mistrovství světa | 7          | Kanada                 |
| zisk kvalifikačních bodů na mistrovství světa | 7          | Itálie                 |
| zisk kvalifikačních bodů na mistrovství světa | 7          | Švýcarsko              |
| zisk kvalifikačních bodů na mistrovství světa | 7          | Česko                  |
| dodatečná olympijská kvalifikace              | 2          | Austrálie              |
| dodatečná olympijská kvalifikace              | 2          | Spojené státy americké |
| Celkem                                        | 10         |                        |